# Cilioeme tibialis
Cilioeme tibialis là một loài bọ cánh cứng trong họ Cerambycidae.